# Yui Shōsetsu
Yui Shōsetsu est un nom japonais traditionnel ; le nom de famille (ou le nom d'école), Yui, précède donc le prénom (ou le nom d'artiste).
Yui Shōsetsu (由井正雪 1605 – 10 septembre 1651) est un stratège militaire et chef de rébellion de Keian avortée de 1651. Bien que roturier et donc pas officiellement de la classe des samouraïs, Yui est connu comme l'un des « Trois Grands Rōnin » avec Kumazawa Banzan et Yamaga Sokō.

## Biographie
Selon certains récits, Yui serait né à Sunpu d'humble origine, mais doté de remarquables talents. Il est pris en charge par un certain nombre de rōnin de la région, qui lui enseignent l'histoire récente et probablement l'escrime ainsi que la stratégie militaire.
Adulte, il trouve un emploi comme instructeur dans une école de samouraïs où il enseigne l'escrime et les disciplines connexes. Ces académies, présentes dans tout le pays, servent non seulement la fonction pure d'école d'arts martiaux, enseignant discipline et éthique, mais aussi d'espaces sociaux et intellectuels où idées politiques sont discutées et les griefs diffusés dans un environnement familier où camarades et amis se réunissent. Les élèves sont presque exclusivement des membres de la classe des samouraïs, couvrant toute la gamme des rangs, de daimyo à rōnin. Comme les règlements sont plus stricts à cette époque et de nombreux rōnin expulsés de leurs domaines, le nombre d'étudiants augmente de façon spectaculaire.
Il ouvre plus tard une école de stratégie militaire et d'arts martiaux dans le quartier Renjaku-cho (moderne quartier de Kanda) à Edo, ainsi qu'une boutique et une forge d'armurier. Dans ce lieu, il continue à nouer des contacts, à se faire des amis et à gagner en prestige parmi les rōnin et autres. Parmi eux, Marubashi Chūya, un samouraï et collègue instructeur de discipline et de stratégie martiales, avec qui il planifie la rébellion de Keian quelques années plus tard.
À partir de 1645, Yui prépare un coup contre le shogunat Tokugawa avec Marubashi, un petit groupe de rōnin et un certain nombre de leurs élèves. L'opération prévue en 1651, peu de temps après la mort du shogun Tokugawa Iemitsu, est plus tard appelée la rébellion de Keian. Malheureusement pour Yui et ses camarades, le complot est découvert avant qu'il ne commence vraiment. Yui est à Sunpu, se préparant à exécuter une série d'attaques secondaire quand Marubashi est arrêté à Edo. Entouré de représentants du shogunat, il commet seppuku plutôt que d'être capturé.
Après sa mort, les fonctionnaires se livrent à diverses obscénités sur son corps et soumettent ensuite ses parents et d'autres proches au crucifiement. Yui Shōsetsu, bien qu'il ait finalement échoué dans ses visées politiques, est une figure remarquable en tant que représentant de l'agitation politique croissante au début de l'époque d'Edo, en raison des lois strictes élaborées et imposées par le shogunat.

## Source de la traduction
- (en) Cet article est partiellement ou en totalité issu de l’article de Wikipédia en anglais intitulé « Yui Shōsetsu » (voir la liste des auteurs).